# Chantransia
Chantransia, rod crvenih algi iz porodice Lemaneaceae, dio reda Batrachospermales. Danas se vodi kao sinonim za Lemanea, ali je u njemu još 32 taksonomski priznatih vrsta.
Tipična vrsta Chantransia nigricans De Candolle, nom. illeg. 1801, sinonim je za Lemanea fluviatilis (Linnaeus) C.Agardh 1811

## Vrste
1. Chantransia ascosperma Reinsch
2. Chantransia azurea A.l.Szinte, J.C.Taylor & M.L.Vis
3. Chantransia batrachospermi Hamel
4. Chantransia bergomensis Rabenhorst
5. Chantransia bichotoma A.P.de Candolle
6. Chantransia chiloensis Reinsch
7. Chantransia coccinea Kützing
8. Chantransia coerulescens Montagne
9. Chantransia compacta Ralfs
10. Chantransia crispata De Candolle
11. Chantransia dichlora Rafinesque
12. Chantransia flagellifera Reinsch
13. Chantransia fontana (Kützing) Kützing
14. Chantransia glaucida Chevalier
15. Chantransia gracilis Chevalier
16. Chantransia gracillima Reinsch
17. Chantransia hauckii V.Schiffner
18. Chantransia holsatica Lemmermann
19. Chantransia incrustans Hansgirg
20. Chantransia incrustans Lemmermann
21. Chantransia minima Reinsch
22. Chantransia muscicola (F.Weber & D.Mohr) Desmazières
23. Chantransia nana (Dillwyn) Mougeot & Nestler
24. Chantransia nigrita Kützing
25. Chantransia nodosa (Lamarck) De Candolle
26. Chantransia pennata Chevalier
27. Chantransia polyrhiza Reinsch
28. Chantransia pulchella (Agardh) Fries
29. Chantransia ramellosa Kützing
30. Chantransia richardsii (Skuja) Vis, Entwisle, J.A.West & Ott
31. Chantransia roseola Zeller
32. Chantransia vesciata (Müller) De Candolle